# 国際連合安全保障理事会決議127
国際連合安全保障理事会決議127（こくさいれんごうあんぜんほしょうりじかいけつぎ127、英: United Nations Security Council Resolution 127, UNSCR127）は、1958年1月22日に国際連合安全保障理事会で採択された決議。パレスチナ情勢における停戦状況についてのものである。

## 概要
この決議は、休戦協定における境界線間のイスラエルの活動に関するヨルダンの訴えを取り扱ったものである。安保理は、パレスチナでの国連休戦監視機構の参謀長代理の報告書を考慮したうえで、イスラエルとヨルダンのいずれもこの地帯のいかなる部分に対しても主権を有していないことに留意した。加えて安保理は、イスラエル人がアラブ人の所有する財産を使用すること、また反対にアラブ人がイスラエル人の所有する財産を使用することのいずれも許されないよう、同地帯内における活動を規制するよう参謀長に指示し、同地帯の財産所有権を確定するため、当該する記録の調査を行うよう指示した。
この決議は続けて、当事国は混合休戦委員会（Mixed Armistice Commissions）を通じて、この地帯内での民間活動について話し合いを設けるべきであり、この地帯の民間活動をある合意に達するまで停止すべきであるという勧告を支持した。安保理は、すべての当事国に対して一般休戦協定を遵守するよう求め、参謀総長に対しては、本決議の実施状況について安保理に報告するよう求めた。決議は全会一致で採択された。

## 詳細
以下はその和訳。
安全保障理事会は、
1957年9月6日に、エルサレムの政府庁舎周辺の休戦分界線間の地帯でイスラエルがとった活動に関するヨルダン王国からの訴え2を検討したことを想起し、
安保理の要請に応じてパレスチナの国際連合休戦監視機構の参謀長代理が提出した、1957年9月23日付の同地帯に関する報告書3を検討し、
当該地域の状態がイスラエル・ヨルダン一般休戦協定4の規定の影響を受け、イスラエルもヨルダンもこの地帯のいかなる箇所においても主権を享受していない（この地帯はそれぞれの分界線を越えている）ことに言及し、
緊張を緩和し、更なる事件の発生を回避することへの意欲をもって以下の通りとする。
1. パレスチナにおける国際連合休戦監視機構の参謀長に対して一般休戦協定の規定及び以下に記す第3項（3.の部分）に従って行われる取決めに従い、その区域内の活動を、その財産の所有権に留意し、また相互に合意しない限り、イスラエル人はアラブの所有する財産の使用を許されず、アラブ人はイスラエルの所有する財産の使用を許されないことを理解された上で規制することを指令する。
2. 参謀本部に、同地帯の財産所有権を決定する観点から財産の記録の調査を実施するよう指示する。
3. 次のような参謀総長代理による勧告を支持する。
(a) 当事国は、この地域における民間活動について、混合休戦委員会を通じて話し合うべきである。
(b) 事態について実り多き議論を行うための雰囲気を生み出すべく、1957年7月21日にイスラエル軍が開始したような同地帯における活動は、調査が完了し同地帯での活動を規制するための規定ができるまで中断されるべきである。
(c) 実施される協議は2カ月以内に完了させるべきである。
(d) 安全保障理事会には、協議の結果が通知される。
4. イスラエルとヨルダンの一般休戦協定の当事国に対して、この決議に基づくこれらの勧告を実施するべく参謀本部および混合休戦委員会に協力することを要請する。
5. イスラエルとヨルダンの一般休戦協定の締約国に対し、協定の第3条を遵守し、同条で言及のある全軍が休戦境界線を通過することを防止し、また、地帯内のそれぞれ（各国）の軍事施設・設備を全て撤去、或いは破壊するよう要求する。
6. 締約国に対し、一般休戦協定で定められた仕組みを同協定の規定の履行のために活用することを要求する。
7. 参謀総長に対し、この決議の実施について報告することを要求する。

2 安全保障理事会公式記録、第12年、第787回および第788回会合参照。
3 同上、第12年、1957年7～9月分補足、文書S/3892を参照。
4 同上、第4年、特別補足文書、第1編を参照。